# Sztabin (gemeente)
De gemeente Sztabin is een landgemeente in het Poolse woiwodschap Podlachië, in powiat Augustowski.
De zetel van de gemeente is in Sztabin.
Op 30 juni 2004 telde de gemeente 5503 inwoners.

## Oppervlakte gegevens
In 2002 bedroeg de totale oppervlakte van gemeente Sztabin 361,8 km², waarvan:
- agrarisch gebied: 47%
- bossen: 40%

De gemeente beslaat 21,82% van de totale oppervlakte van de powiat.

## Demografie
Stand op 30 juni 2004:
| Omschrijving                   | Totaal | Totaal | Vrouwen | Vrouwen | Mannen | Mannen |
| ------------------------------ | ------ | ------ | ------- | ------- | ------ | ------ |
| eenheid                        | aantal | %      | aantal  | %       | aantal | %      |
| inwoners                       | 5503   | 100    | 2646    | 48,1    | 2857   | 51,9   |
| bevolkingsdichtheid (inw./km²) | 15,2   | 15,2   | 7,3     | 7,3     | 7,9    | 7,9    |

In 2002 bedroeg het gemiddelde inkomen per inwoner 1297,71 zł.

## Plaatsen
Andrzejewo, Balinka, Budy, Budziski, Chomaszewo, Cisów, Czarniewo, Czarny Grąd, Czarny Las, Dębniaki, Dębowo, Długie, Dłużański Las, Ewy, Fiedorowizna, Franki, Grzędy, Hruskie, Huta, Jagłowo, Jaminy, Janówek, Janówek Dolny, Janówek Górny, Jasionowo, Jastrzębna Druga, Jastrzębna Pierwsza, Jastrzębna-Majątek, Jaziewo, Kamień, Karoliny, Klonowo, Kobyli Kąt, Kolonia Krasnoborki, Kolonie Jasionowo, Kolonie Jastrzębiańskie Drugie, Komaszówka, Kopczańskie Budy, Kopiec, Kopytkowo, Krasnoborki, Krasnybór, Kryłatka, Kunicha, Lebiedzin, Lipowo, Łubianka, Majątkowe Kolonie, Mogilnice, Motułka, Nowa Cegielnia, Osiniaki, Ostrowie, Podcisówek, Podgórze, Pogorzałe, Polkowo, Przechodki, Rogowo, Sosnowo, Stara Cegielnia, Sztabin, Sztuki, Ściokła, Wilcze Bagno, Wilkownia, Wolne, Wrotki, Wysokie, Żmojdak.

## Aangrenzende gemeenten
Augustów, Bargłów Kościelny, Dąbrowa Białostocka, Goniądz, Jaświły, Lipsk, Płaska, Suchowola